# Ib Rahbek-Clausen
Ib Rahbek-Clausen (født 19. oktober 1925 i Aarhus, død 3. december 1999 i Ebeltoft) var en dansk fotograf og foreningsformand.
Ib Rahbek-Clausen blev i 1943 ansat ved Fyens Stiftstidende, men vendte siden tilbage til fødebyen Aarhus, hvor han i første omgang blev ansat ved Aarhus Amtstidende. Fra 1955 var han vikar og senere fastansat ved Århus Stiftstidende. Efter at have været avisens cheffotograf i en årrække, forlod han i 1981 avisen. I 1984 blev han selvstændig sammen med tre andre med konsulentbureauet Kommunikationsgruppen.
Han var desuden engageret politisk som formand for Konservativ Ungdoms Landsorganisation fra 1955 til 1956 og som konservativ folketingskandidat ved folketingsvalget 1964, hvor han blev 2. stedfortræder i Aarhus Amtskreds. Derudover var han fra 1976 til 1980 formand for Pressefotografforbundet fra 1976-1980 og medlem af Dansk Journalistforbunds hovedbestyrelse.